# 里姆兰
里姆兰（法語：Rimling，法語發音：[ʁimlɛ̃]；洛林法兰克语：Rimlinge）是法国摩泽尔省的一个市镇，属于萨尔格米讷区。

## 地理
里姆兰（49°5'46"N, 7°15'51"E）面积13.26 平方千米，位于法国大東部大區摩泽尔省，该省份为法国东北部内陆省份，是洛林的一部分，西南接默尔特-摩泽尔省，东临下莱茵省，北与卢森堡和德国接壤。
与里姆兰接壤的市镇（或旧市镇、城区）包括：贝特维莱尔、埃潘、埃尔尚、大雷代尔尚、奥伯盖尔巴赫。
里姆兰的时区为UTC+01:00、UTC+02:00（夏令时）。

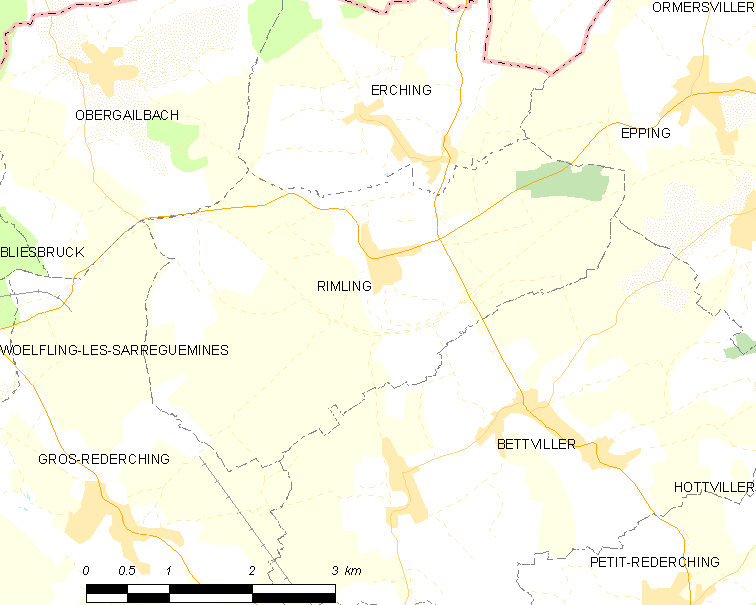
里姆兰的OSM定位图

## 行政
里姆兰的邮政编码为57720，INSEE市镇编码为57584。

## 政治
里姆兰所属的省级选区为比奇县。

## 人口

1962-2008年间里姆兰人口变化图示

里姆兰于2022年1月1日时的人口数量为631人。